# BOSS GNU/Linux
Bharat Operating System Solutions (BOSS GNU/Linux) és una distribució de Linux índia basada en Debian, amb la seva darrera versió estable és la 9.0 ("Urja") que es va publicar el febrer de 2021.

## Edicions
BOSS Linux es va publicar en quatre edicions amb diferents propòsits:
- Escriptori BOSS: dissenyat per a ús personal, domèstic i d'oficina.
- EduBOSS: Dissenyat per a les escoles i la comunitat educativa.
- BOSS Advanced Server: l'edició orientada al servidor.
- BOSS MOOL: Una edició especialitzada amb finalitats específiques.

## Història
BOSS Linux va ser desenvolupat pel Center for Development of Advanced Computing amb l'objectiu de promoure l'adopció de programari lliure i de codi obert a tota l'Índia. Com a programari de lliurament vital del National Resource Center for Free and Open Source Software, té un entorn d'escriptori millorat que inclou suport per a diversos llenguatges indis i programari d'instrucció.
El programari ha estat avalat pel govern de l'Índia per a l'adopció i implementació a l'Índia. BOSS Linux ha estat certificat per la Linux Foundation per complir amb la Linux Standard Base. BOSS Linux admet l'arquitectura Intel i AMD IA-32 / x86-64 fins a la versió 6 ("Anoop"). A partir de la versió 7 ("Drishti"), el desenvolupament només va passar a l'arquitectura x86-64.